# Richard Savage
Pour les articles homonymes, voir Savage.
Richard Savage (vers 1697 - 1743) est un poète anglais. Il est surtout connu pour être l'anti-héros d'une biographie célèbre écrite par Samuel Johnson en 1744.

## Biographie
Sa naissance est entourée de mystères, mais il se présente à partir de 1715 comme le fils illégitime d'Anne, comtesse de Macclesfield, et de Richard Savage, comte de Rivers. Poursuivi par l'hostilité de sa mère, qui le tient pour un imposteur, il obtient néanmoins par le chantage une pension de sa famille.
En 1727, il est arrêté pour le meurtre de James Sinclair dans une taverne, mais échappe à la peine de mort grâce à l'intervention de la comtesse d'Hertford, ce qui n'empêche pas la reine Caroline de lui accorder une pension en 1732. 
Ses malheurs et son talent lui valent l'amitié et la protection de quelques personnages, entre autres celle d'Alexander Pope et de Richard Steele avec lequel il ne tarde pas cependant à se brouiller. Il replonge dans la misère en 1737 à la mort de la reine, et erre alors dans les tavernes et les rues avec son ami Samuel Johnson. Il finit par échouer à Bristol où il s'endette à nouveau. Ayant fini par rompre avec Pope, son dernier soutien, il est envoyé en prison, où il meurt en 1743.

## Œuvres
- The Convocation, or The Battle of Pamphlets, 1717,
- Love in a Veil, comédie représentée en 1718 et imprimée en 1719,
- Miscellaneous Poems, 1726
- The Bastard, 1728
- The Author to be Let,
- The Wanderer, 1729.